# 御田八幡宮
御田八幡宮（おんだはちまんぐう）は、高知県室戸市吉良川町にある神社。社格は旧郷社。
かつての土佐国安芸郡である。吉良川八幡宮とも称し、東の川の河口付近、笠木山麓に位置する。

## 祭神
主祭神
- 応神天皇

その他の祭神
- 神功皇后
- 比咩神

## 歴史

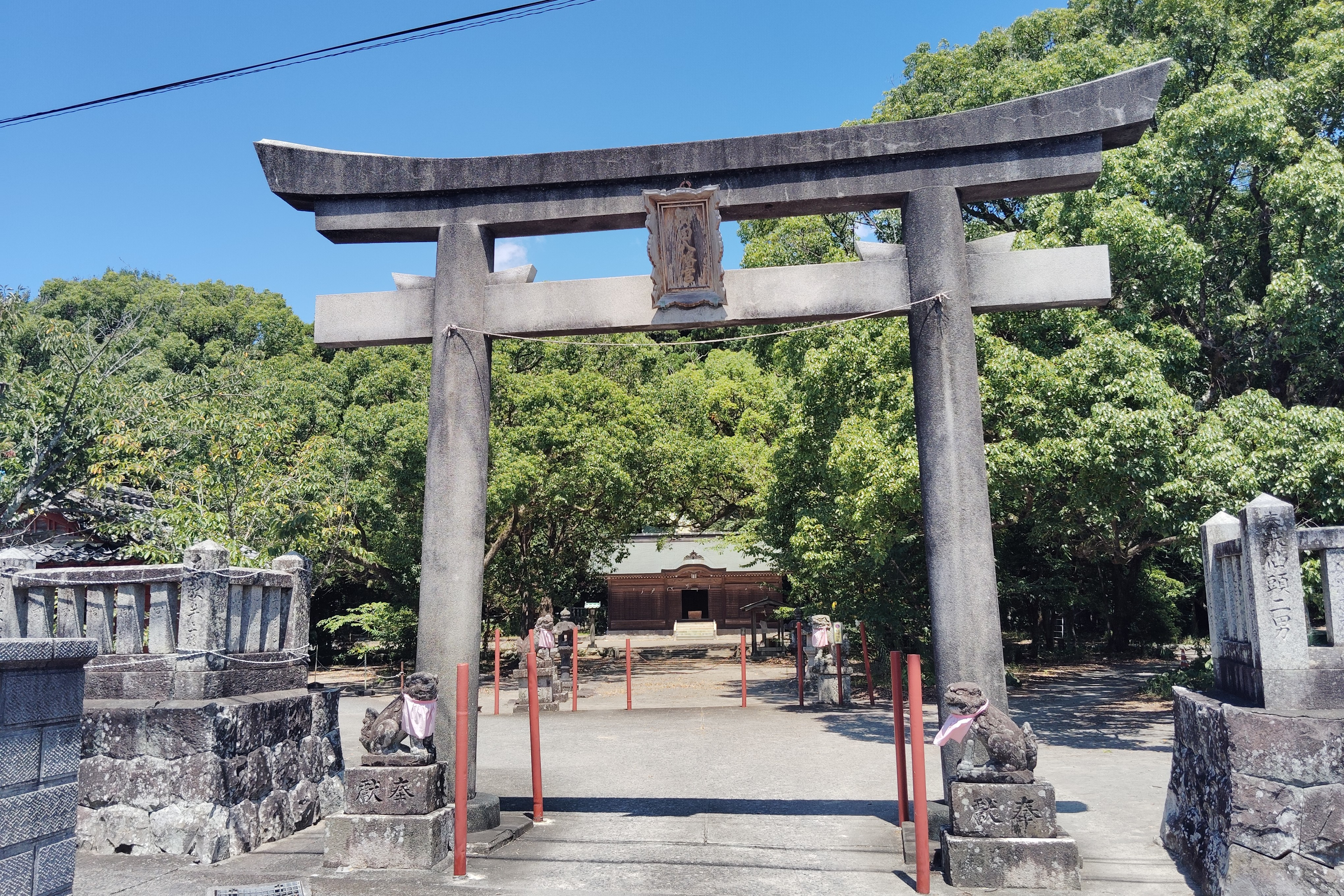
鳥居

創祀は不詳である。明応5年（1496年）には和食親忠が鳥居を造立。天正12年（1584年）、天正13年（1585年）には橘氏によって社殿および伍所大権現の造立がなされた。
古来より吉良川地域の総鎮守であった。別当は八幡山無量寿院神宮寺で、観音堂、阿弥陀堂などを管掌していたが、明治の神仏分離で廃寺となった。
2020年（令和2年）から2022年（令和4年）にはコロナ禍の影響で秋祭り（吉良川の御田祭）が中止となっていたが、2023年（令和5年）10月には4年ぶりに秋祭りが開催された。

## 祭礼

### 吉良川の御田祭
吉良川の御田祭（おんたまつり）は、当神社において西暦奇数年の5月3日に行われる神事である。今から780余年前、源頼朝が鎌倉幕府を開いた当時、天下泰平を祝い、民心の安定と五穀豊穣を祈念して、全国津々浦々の神社で奉納させたと伝えられる古式祭典で、重要無形民俗文化財に指定されている。
拝殿を舞台に田植から収穫までの稲作行事を演じるもので、田遊び、田楽、猿楽、古風な能楽などを織り交ぜて行われる。演じられる芸能は、殿とかしゃ、練、女猿楽、三番神、翁、牛、田打、えぶり指し、田植、酒絞り、田刈、小林、魚釣り、地堅め、太刀踊であり、中でもクライマックスは 「酒しぼり」である。赤ん坊が産まれたとして神の子（木製の人形）を、子宝に恵まれない女性たちが奪い合うことから、子授けの祭としても知られ、日本三大奇祭の一つともいわれている。

## 文化財

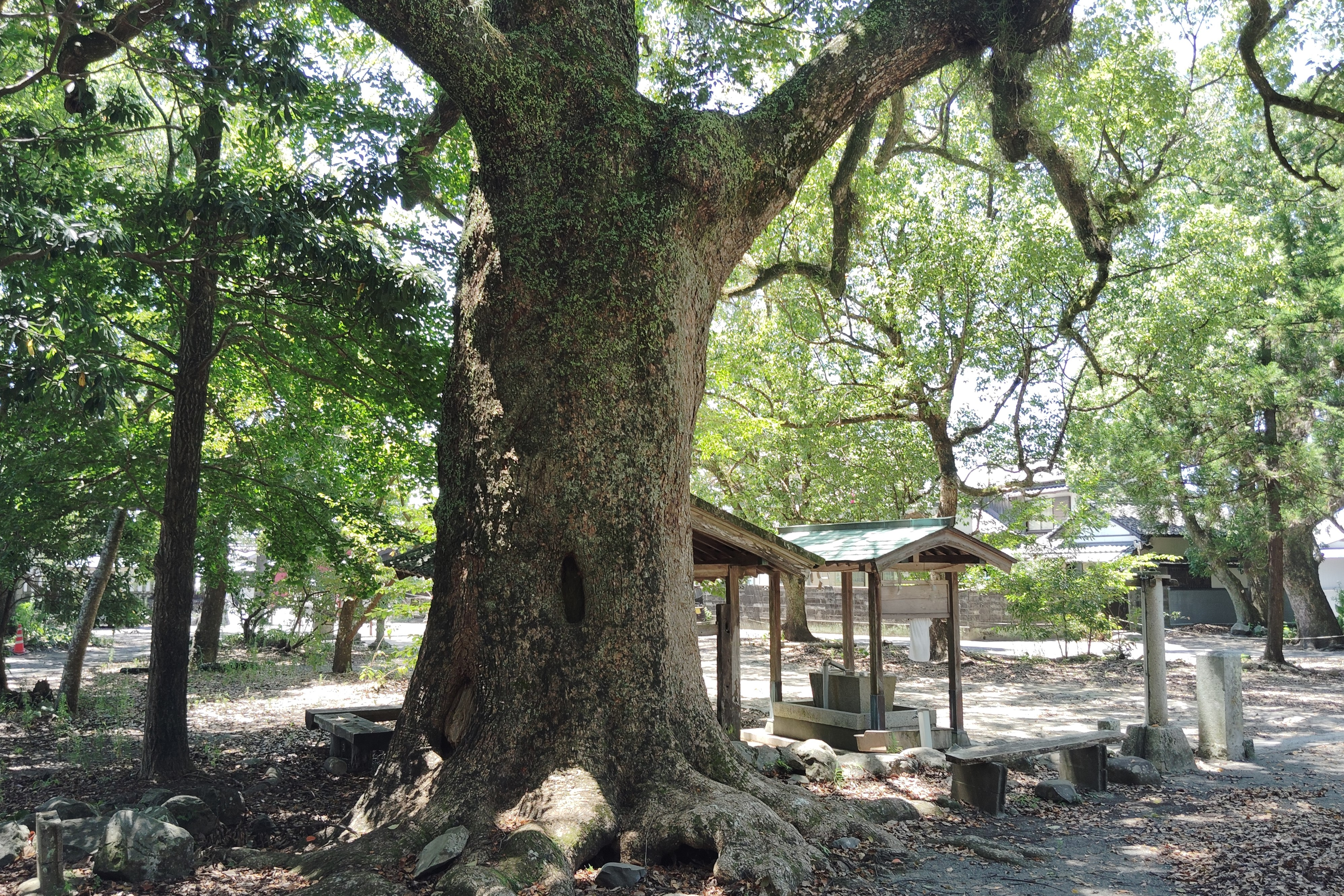
ボウランが叢生する樹木

### 国指定重要無形民俗文化財
- 「吉良川の御田祭」 - 1977年（昭和52年）5月17日指定[2]。

### 高知県指定天然記念物
- 「吉良川ボウラン自生地」 - 境内の樹木には亜熱帯から熱帯地方にかけて分布する常緑多年生の着生植物のボウラン(Luisia teres)が生育している。1954年（昭和29年）7月20日指定[3]。